# Henri Gonin
Henri Gonin, auch Heinrich Ludwig Gonin (* 9. Juli 1837 in Sainte-Croix; † 14. Dezember 1910 in Stellenbosch in Südafrika), war ein Schweizer evangelischer Missionar.

## Leben

### Familie
Henri Gonin entstammte dem waadtländischen Geschlecht der Gonin und war der Sohn des Pfarrers Auguste Gonin (* 23. Mai 1800) und dessen Ehefrau Françoise-Elise (geb. Perey) (* 4. März 1811 in Orzens; † 5. August 1886 in Lausanne); er hatte noch vier Geschwister:
- Emile Gonin (* 1833; † 23. Dezember 1873 in Carouge), verheiratet mit Fanny Woodrow;
- Louisa Gonin (* 28. Juni 1838; † 24. Januar 1931), verheiratet mit dem Pfarrer und Bibliothekar Charles Louis Monastier (* 9. Mai 1843 in Cheseaux-sur-Lausanne; † 21. Dezember 1927); ihre gemeinsame Tochter war die spätere Präsidentin des Service civil international, Hélène Monastier;
- Edouard Gonin (* 15. April 1842 in Romainmôtier; † 17. Juli 1926 in Lausanne)[3], Politiker, verheiratet mit Jeanne Gabrielle Trog;
- Sophie Gonin (* um 1845; † 23. August 1933 in Montreux), verheiratet mit Jules Rumpf (* 28. Juni 1843; † 5. Juni 1910).

Er war in erster Ehe seit 1861 mit Jenny († 1897 in Transvaal), Tochter von Gottfried de Watteville (1808–1866) und Enkelin von Nikolaus Ludwig von Zinzendorf, verheiratet. In zweiter Ehe heiratete er 1899 Nimi Neethling, Nichte des südafrikanischen Pfarrers Andrew Murray.
Von seinen Kindern ist namentlich bekannt:
- Henri Theodore Gonin (* 15. Februar 1872 in Saulspoort; 10. September 1932 in Wellington), Pfarrer in Belfast und Dozent in Wellington in Neuseeland.[5]

Sein Enkel Henri Louis Gonin (1907–1997) wurde später Professor an der Universität Pretoria.

### Werdegang
Henri Gonin wurde 1848 Internatsschüler in Yverdon und bildete sich seit 1851 in Basel weiter.
1857 immatrikulierte er sich als Student der Natur- und Geisteswissenschaften an der Académie de Genève sowie zu einem Theologiestudium an der École de théologie libre in Genf, das er 1860 in Edinburgh fortsetzte, indem er Vorträge an der U. P. Divinity Hall und der Free Church College hörte; 1861 erfolgte seine Ordination in Genf.
Er erklärte sich freiwillig bereit, Dienst in einer Auslandsmission zu leisten und war einer der ersten beiden Männer, die Missionsarbeit jenseits des Vaal in Südafrika leisteten. Er reiste 1861 mit Unterstützung des Onkels seiner späteren zweiten Ehefrau, Andrew Murray, nach Transvaal und war dort für die niederländisch-reformierte Kirche in der Kapprovinz bis zu seinem Tod als Missionar tätig. In Transvaal predigte er dem Stamm der Bakgatla und liess sich hierzu auf der Saulspoort-Farm, die dem späteren Präsidenten von Transvaal, Paul Kruger gehörte, nieder. Paul Kruger verkaufte ihm die Farm 1869 für 900 Pfund, wobei die Bakgatla die Hälfte des Betrages beisteuerten. Der Aufenthalt der Afrikaner auf Missionsstationen reduzierte die direkte Aufsicht der Buren über diese, erhöhte die Macht der afrikanischen Herrscher über ihre Untertanen und förderte die Alphabetisierung.
1873 reiste er für ein Jahr in die Schweiz zurück.
Trotz vieler Schwierigkeiten, so unter anderem extreme Dürre von 1877 bis 1878 und 1877 Typhus-Ausbrüche sowie von 1877 bis 1879 Malaria-Ausbrüche, wuchs die Mission Saulspoort stetig weiter.
Er verkaufte die Mission, die am Rand des heutigen Pilanesberg-Nationalparks lag, 1895 an die Bakgatla, die den Ort Moruleng gründeten.
1898 kehrte er erneut nach Europa zurück und blieb während der Dauer des Zweiten Burenkriegs bis 1903. Er sympathisierte mit den Engländern, weil er davon ausging, dass es den Afrikanern unter englischer Herrschaft besser gehen würde.